# C.Y. O'Connor
Charles Yelverton O'Connor (Castletown, 11 januari 1843 - South Fremantle, 10 maart 1902) was een Ierse ingenieur. Hij is bekend van twee enorme projecten in West-Australië: de haven van Fremantle en de 560 kilometer lange pijpleiding van Mundaring Weir naar Kalgoorlie.

## Vroege leven
O'Connor werd geboren op Ierland. Hij was de derde zoon, het vierde kind, van John O'Connor en diens echtgenote Mary Elizabeth O'Keefe. John O'Connor was boer en bedrijfssecretaris. C.Y. O'Conner werd door zijn tante thuis onderwezen alvorens school te lopen aan de Waterford Endowed School (Bishop Foy's School). In 1859 werd hij als leerjongen toegewezen aan John Chaloner Smith, een spoorwegingenieur. Hij deed ervaring op in de aanleggen van spoorwegen in het zuiden en westen van Ierland, en in het uitvoeren van waterwerken in het noorden van Ierland.

## Nieuw-Zeeland
In 1865 migreerde O'Connor naar Nieuw-Zeeland. In september vervoegde hij er het departement openbare werken van de provincie Canterbury onder Edward Dobson. O'Connor legde wegen, spoorwegen en havens aan in de provincie. Hij bekleedde daarbij verschillende functies. Op 5 maart 1874 huwde hij Susan Laetitia Ness in Christchurch. Ze kregen samen vier zonen en vier dochters. In 1880 verhuisde O'Connor naar Dunedin en werd inspecteur-ingenieur voor het Zuidereiland. Hij werd dat jaar in de Londense Institution of Civil Engineers gekozen. Zijn inzichten en zijn werk voor de koloniale spoorwegen en havens verwierven internationale bekendheid. Van 1883 tot 1890 was hij ondersecretaris van openbare werken. Na een reorganisatie in 1890 werd hij onverwacht niet tot departementshoofd benoemd, maar tot marine-ingenieur voor de hele kolonie. O'Connor begon uit te zien naar andere opportuniteiten.

## West-Australië

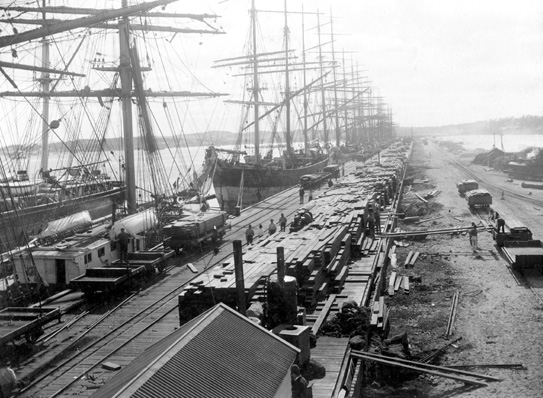
Fremantle haven 1899

In april 1891 bood premier John Forrest O'Connor de positie van hoofdingenieur van West-Australië aan. Hij aanvaardde. O'Connor werd ook waarnemend algemeen manager van de West-Australische spoorwegen. Tussen 1891 en 1898 ontwierp en overzag hij de bouw van de haven van Fremantle. Hij verwierp de bestaande plannen voor een buitenhaven. Na veelvuldige consultaties en opmetingen stelde hij een binnenhaven voor. Forrest vond de plannen helder en keurde ze goed.
Het rif in de monding van de Swan werd weggehaald om een binnenhaven te creëren. In 1897 werd de haven in gebruik genomen. O'Connor werd dat jaar 'Companion' benoemd in de Orde van Sint-Michaël en Sint-George. Het verhaal gaat dat de plaatselijke Aborigines minder gelukkig waren omdat ze het rif gebruikten in hun ceremonies. Ze zouden een mystiek lied gezongen hebben in de hoop O'Connor tot waanzin te drijven.
Onder O'Conner werd 1.600 kilometer nieuwe spoorwegen aangelegd. Voor de stoomtreinen uit die tijd was veel water nodig. Zeker toen de Eastern Goldfields Railway voorbij Northam en Southern Cross werd aangelegd, naar Coolgardie en Kalgoorlie diep in het binnenland, na goudvondsten begin jaren 1890. Na een uitgebreid onderzoek stelde O'Connor voor om vanuit de Darling Scarp, door een 560 kilometer lange pijpleiding, water tot in Kalgoorlie te pompen. Forrest steunde de plannen. De kostprijs van het project, 2,5 miljoen pond, was enorm. Het bedrag lag hoger dan het jaarlijkse budget van de staat. Met moeite werd het nodige kapitaal in Londen opgehaald.

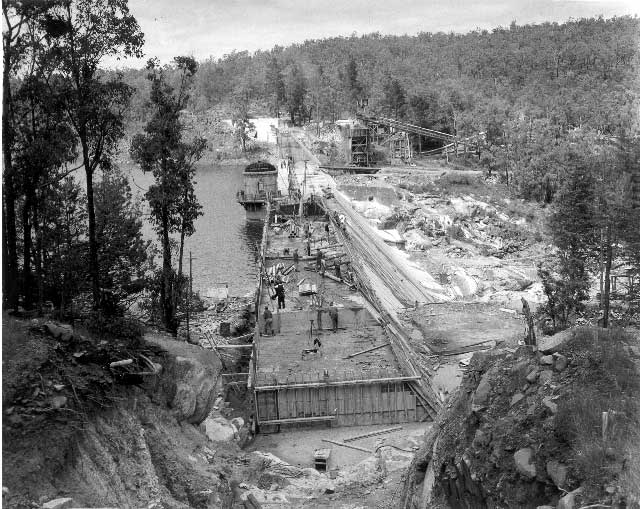
Mundaring Weir rond 1901

In 1898 werd begonnen met de bouw van de Mundaring Weir en de aanleg van de pijpleiding.  Van bij het begin werd het project door critici en politici aangevallen. O'Connor werd ook persoonlijk aangevallen. Hij werd beschuldigd vrienden uit Nieuw-Zeeland te werk te stellen. Discussie in het parlement over het breeuwen van de pijpen en over de aan- en verkoop van gronden langsheen het traject leidden tot een onderzoek.
Toen John Forrest politiek ging bedrijven op federaal niveau en in februari 1901 zijn ontslag gaf als premier van West-Australië verloor O'Connor een belangrijke steun. Hij ontwierp nog plannen voor een transcontinentale spoorweg tussen Kalgoorlie en Port Augusta voor Forrest. De pijpleiding was bijna volledig operationeel. Op 8 mei 1902 vond er nog een geslaagde test plaats. Op 10 mei 1902 was O'Connors jongste dochter onwel. Hij deed zijn dagelijkse ochtendrit te paard daardoor alleen. Geplaagd door de aanhoudende kritiek en het jarenlange overwerk reed hij de zee in en schoot zichzelf dood.
Dit is een transcriptie van zijn laatste aantekening:

(en) The position has become impossible. Anxious important work to do and three commissions of inquiry to attend to. We may not have done as well as possible in the past but we will necessarily be too hampered to do well in the immediate future. I feel that my brain is suffering, and I am in great fear of what all this worry may have upon me - I have lost control of my thoughts. The Coolgardie scheme is all right and I could finish it if I got a chance and protection from misrepresentation but there is no hope for that now and it's better that it should be given to some entirely new man to do who will be untrammelled by prior responsibility.
10/3/02
Put the wingwalls to Helena Weir at once -

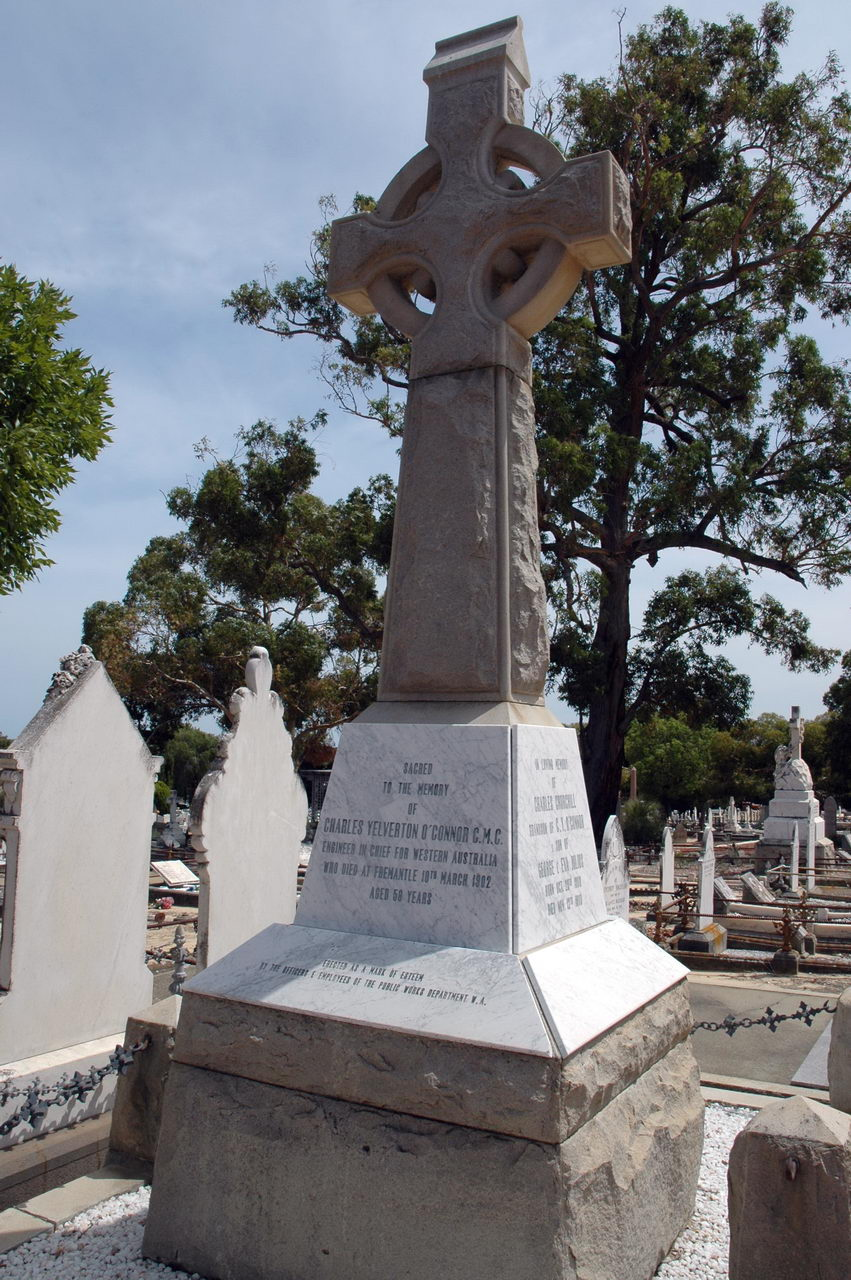
O'Connors graf

O'Connor werd begraven op het toen nog nieuwe kerkhof van Fremantle. Er liep een duizendtal heren in de begrafenisstoet en duizenden mensen stonden langs de route. Zijn collega's plaatsten een groot Keltisch kruis op zijn graf.
Op 24 januari 1903 opende Forrest de pijpleiding die ondertussen tot Kalgoorlie was door getrokken. Al meer dan honderd jaar maakt de pijpleiding het leven in de oostelijke goudvelden en de regio Wheatbelt mogelijk. Het levert water voor meer dan 22.000 km² landbouwgrond en aan ongeveer honderdduizend mensen in meer dan honderd dorpen en stadjes.

## Nalatenschap
- In zee voor het naar hem vernoemde strand, O'Connor Beach, daar waar hij zichzelf het leven benam, werd een beeld geplaatst.[11]
- Naar aanleiding van West-Australiës eeuwfeest in 1929 werd een gedenkplaat ter ere van O'Connor onthuld in Kalgoorlie.[12]
- Het C.Y. O'Connor College of TAFE in Northam is naar hem vernoemd.[1]
- De West-Australische kieskring O'Connor is naar hem vernoemd.[1]
- O'Connors standbeeld staat in de haven van Fremantle. Het is van de hand van Pietro Porcelli.[13]
- Het meer aan de Mundaring Weir wordt Lake C.Y. O'Connor genoemd.
- Het lied Lifeline door Glyn Lehmann is een ode aan O'Connor.[14]
- The Drowner is een roman van Robert Drew gebaseerd op O'Connor en het pijpleidingproject.[4]